# Brunettia sinuosa
Brunettia sinuosa är en tvåvingeart som beskrevs av Quate 1967. Brunettia sinuosa ingår i släktet Brunettia och familjen fjärilsmyggor. Inga underarter finns listade i Catalogue of Life.